# Medinilla rubiginosa
Medinilla rubiginosa är en tvåhjärtbladig växtart som beskrevs av Célestin Alfred Cogniaux. Medinilla rubiginosa ingår i släktet Medinilla och familjen Melastomataceae. Inga underarter finns listade i Catalogue of Life.